# Anh Tú
Anh Tú (n. 1950, Đà Lạt),   fue un cantante vietnamita quien se hizo conocer a partir de 1975, el surgió en el mundo musical con una banda llamada "Uptight".
Su nombre verdadero es 'Lã Anh Tú, nacido en 1950 en Dalat, provenía de una familia de artistas. Su padre, Lien Lu, fue miembro de una banda humorística llamada AVT, nombre que se conoce a una de las poblaciones de Vietnam, interpretaba para un montón de canciones extranjeras. También sus hermanos de Anh Tú son unos populares artistas: Ngoc Tuan, Chieu Bich, Ha Khanh, Anh Thuy, Bich Luu y Lan Anh. 
Comenzó su carrera como cantante en 1969, cuando él y su hermana Khanh Ha, entraron a la audición para trabajar en el Club Americano en Saigón. Conformaron un grupo en 1970, él y sus dos hermanas, Khánh Hà y Thúy Anh. Luego se unió a una banda musical llamado " The Blue Jets". En 1972, él y sus dos hermanas se han establecido el trío llamado "Thuy Ha Tu", y desde entonces se transfiere el nombre por Uptight.
En 1975, Anh Tú se establece en los Estados Unidos junto con sus hermanos, la banda familiar llamada Uptight. Finales de los años 80 y principios de los años 90, Uptight agregó a los siguientes miembros, Lan Anh (batería) y Bich Luu (cantante y amigo). Con esta banda formó parte hasta 1993, banda que se desintegró en dicho año. Desde entonces, empezó a cantar como un cantante independiente. Tuvo mucho éxito con varias canciones líricas en Vietnam. 